# Катай (приток Ижмы)

Катай — река в России, протекает в Тонкинском районе Нижегородской области. Устье реки находится в 43 км по правому берегу реки Ижма. Длина реки составляет 14 км.
Исток реки у деревни Катайское в 31 км к юго-западу от посёлка Тонкино. Течёт на юг, протекает деревни Носовское, Полянское, Ядровское. Впадает в Ижму на границе с Воскресенским районом.

## Данные водного реестра
По данным государственного водного реестра России относится к Верхневолжскому бассейновому округу, водохозяйственный участок реки — Ветлуга от города Ветлуга и до устья, речной подбассейн реки — Волга от впадения Оки до Куйбышевского водохранилища (без бассейна Суры). Речной бассейн реки — (Верхняя) Волга до Куйбышевского водохранилища (без бассейна Оки).
По данным геоинформационной системы водохозяйственного районирования территории РФ, подготовленной Федеральным агентством водных ресурсов:
- Код водного объекта в государственном водном реестре — 08010400212110000043496
- Код по гидрологической изученности (ГИ) — 110004349
- Код бассейна — 08.01.04.002
- Номер тома по ГИ — 10
- Выпуск по ГИ — 0